# Soontaga
Soontaga – wieś w Estonii, prowincji Valga, w gminie Puka.